# ليزلي فانس
ليزلي فانس (بالإنجليزية: Lesley Vance)‏ هي رسامة أمريكية، ولدت في 1977.